# Teagan Croft
Teagan Croft (Sydney, 23 aprile 2004) è un'attrice australiana. È nota per aver interpretato il personaggio dei fumetti DC Comics Raven nella serie televisiva Titans (2018-2023).

## Biografia
Teagan Croft nasce a Sydney, nel Nuovo Galles del Sud, in Australia, il 23 aprile del 2004, figlia di Rebecca McNamee e Tim Croft. Inizia la propria carriera nel 2014, interpretando il ruolo di Scout Finch nell'opera teatrale To Kill a Mockingbird, all'età di 9 anni. Grazie ciò, raccoglie sufficiente attenzione per ottenere il ruolo principale nel film del 2016 Osiride - Il 9º pianeta (Science Fiction Volume One: The Osiris Child), diretto da Shane Abbess.
Dopo aver preso parte a 5 episodi della serie televisiva Home and Away, nel 2016, dal 2018 entra a far parte del cast della serie televisiva Titans, ispirata ai personaggi dei Giovani Titani dei fumetti DC Comics, dove interrpeta Raven.
Dopo aver preso parte a 2 cortometraggi diretta dalla madre nel 2022, Bella and Bernie e Woman of a Certain Sage, nel 2023 è protagonista del film True Spirit, diretto da Sarah Spillane, che racconta la vera storia di Jessica Watson, interpretata dalla stessa Croft.

## Vita privata
Ha 2 sorelle. È anche una appassionata dei libri e come sport pratica danza.
Attualmente vive a Sydney, in Australia. Ha due zie, anch'esse attrici, Penny e Jessica McNamee.

## Filmografia

### Attrice

#### Cinema
- Osiride - Il 9º pianeta (Science Fiction Volume One: The Osiris Child), regia di Shane Abbess (2016)
- Bella and Bernie, regia di Rebecca McNamee - cortometraggio (2022)
- Woman of a Certain Sage, regia di Rebecca McNamee - cortometraggio (2022)
- True Spirit, regia di Sarah Spillane (2023) - Jessica Watson

#### Televisione
- Home and Away – serie TV, 5 episodi (2016)
- Titans – serie TV, 38 episodi (2018-2023) - Raven

### Produttrice
- Bella and Bernie, regia di Rebecca McNamee - cortometraggio (2022)
- Woman of a Certain Sage, regia di Rebecca McNamee - cortometraggio (2021)

## Teatro
- To Kill a Mockingbird (2014)

## Doppiatori italiani
Nelle versioni in italiano delle opere in cui ha recitato, Tegan Croft è stata doppiata da:
- Lucrezia Marricchi in Titans
- Chiara Fabiano in True Spirit